# Paratrachelophorus nodicornis
Paratrachelophorus nodicornis is een keversoort uit de familie bladrolkevers (Attelabidae). De wetenschappelijke naam van de soort werd in 1924 gepubliceerd door Eduard Voss.